# بايوإكليبس
بايوإكليبس
بايوإكليبس وهو مشروع برمجي مبني على لغة جافا والقائم على المصدر المفتوح، و المعلوماتية الكيميائية والمعلوماتية الحيوية، معتمدا على إكليبس (الذي هو بيئة تطوير متكاملة كُتبت بلغة جافا من تطوير مؤسسة إكليبس)
حصل المشروع البرمجي هذا مؤخرا على صيغ برمجة.
لغة برمجة بايوإكليبس هي تعتمد على بيئة البرمجة حاليا تدعى ب جافا سكريبت.

## اقرأ أيضا
- بايو بايثون
- بايو جافا

## روابط خارجية
- بايوإكليبس على موقع Open Hub (الإنجليزية)